# Le Bourget
Le Bourget é uma comuna francesa localizada no departamento de Seine-Saint-Denis na região da Ilha de França. Seus habitantes são chamados Bourgetins.
Pequena vila antes da industrialização, Le Bourget conheceu algumas batalhas durante a Guerra Franco-Prussiana de 1870. No entanto, a comuna é mais conhecida por acolher o Aeroporto de Paris-Le Bourget, que é aberto ao tráfego nacional e internacional comercial não regular e aos aviões privados. Aberto em 1919, foi o primeiro aeroporto civil de Paris e continuou sendo o único até a construção do Aeroporto de Orly. A história da cidade também está fortemente relacionada com a aeronáutica. Le Bourget também abriga o Museu do Ar e do Espaço (em francês Musée de l’Air et de l’Espace) e recebe a cada dois anos o Salão Internacional da Aeronáutica e do Espaço (em francês Le Salon International de l’Aéronautique et de l’Espace).

## Toponímia
Le Bourget (pronúncia local: [ləbuʁ'ʒɛ] (escutarⓘ)) é o diminutivo de burgo, com o significado de "a pequena vila" ou de "a pequena aldeia".

## Geminação
Em 10 de Fevereiro de 2012, Le Bourget é geminada com quatro cidades : 
- Amityville (Condado de Suffolk) (Estados Unidos) desde 1978 ;
- Cullera (Espanha) desde 1982[2] ;
- Little Falls (Minnesota) (Estados Unidos) desde 1987 ;
- Zhukovsky (Rússia) desde 1993.